# Трали
Трали (енгл. Tralee, ир. Trá Lí) је значајан град у Републици Ирској, у југозападном делу државе. Град је у саставу округа округа Кери и представља његово седиште и највећи град.

## Природни услови
Град Трали се налази у југозападном делу ирског острва и Републике Ирске и припада покрајини Манстер. Град је удаљен 290 километара југозападно од Даблина. 
Трали је смештен у бреговитом подручју југозападне Ирске. Град се развио у долини реке Ли, недалеко од Атлантског океана. Надморска висина средишњег дела града је 6 метара.
Клима: Клима у Тралију је умерено континентална са изразитим утицајем Атлантика и Голфске струје. Стога град одликује блага и веома променљива клима.

## Историја
Подручје Тралија било насељено већ у време праисторије. Дато подручје је освојено од стране енглеских Нормана у крајем 12. века. Тада се ту образује трговачко насеље, које добило 1613. г. добило статус града.
Током 16. и 17. века Трали је учествовао у бурним временима око борби за власт над Енглеском. Ово је оштетило градску привреду. Међутим, прави суноврат привреде града десио се средином 19. века у време ирске глади.
Трали је од 1921. г. у саставу Републике Ирске. Опоравак града започео је тек последњих деценија, када је Трали поново забележио нагли развој и раст.

## Становништво
Према последњим проценама из 2011. г. Трали је имао 20 хиљада становника у граду и близу 23 хиљаде у широј градској зони. Последњих година број становника у граду се повећава.

## Привреда
Трали је био традиционално занатско и трговачко средиште. Последњих деценија градска привреда се махом заснива на пословању, трговини и услугама.

## Збирка слика
- Ружичњак у градском парку
- Спомен-дворана Тому Ешу
- Главна пошта
- Споменик